# Marioara Trașcă
Marioara Trașcă –también conocida por su nombre de casada Marioara Curelea– (Bucarest, 29 de octubre de 1962) es una deportista rumana que compitió en remo.
Participó en dos Juegos Olímpicos de Verano, obteniendo tres medallas, plata en Los Ángeles 1984 (ocho con timonel) y dos en Seúl 1988 (plata en ocho con timonel y bronce en cuatro con timonel).
Ganó nueve medallas en el Campeonato Mundial de Remo entre los años 1985 y 1991.

## Palmarés internacional
| Juegos Olímpicos   | Juegos Olímpicos             | Juegos Olímpicos  | Juegos Olímpicos   |
| Año                | Lugar                        | Medalla           | Prueba             |
| ------------------ | ---------------------------- | ----------------- | ------------------ |
| 1984               | Los Ángeles (Estados Unidos) | Medalla de plata  | Ocho con timonel   |
| 1988               | Seúl (Corea del Sur)         | Medalla de plata  | Ocho con timonel   |
| 1988               | Seúl (Corea del Sur)         | Medalla de bronce | Cuatro con timonel |
| Campeonato Mundial |                              |                   |                    |
| Año                | Lugar                        | Medalla           | Prueba             |
| 1985               | Malinas (Bélgica)            | Medalla de bronce | Ocho con timonel   |
| 1986               | Nottingham (Reino Unido)     | Medalla de oro    | Cuatro con timonel |
| 1987               | Copenhague (Dinamarca)       | Medalla de oro    | Cuatro con timonel |
| 1987               | Copenhague (Dinamarca)       | Medalla de oro    | Ocho con timonel   |
| 1989               | Bled (Yugoslavia)            | Medalla de oro    | Ocho con timonel   |
| 1989               | Bled (Yugoslavia)            | Medalla de plata  | Dos sin timonel    |
| 1990               | Tasmania (Australia)         | Medalla de oro    | Cuatro sin timonel |
| 1990               | Tasmania (Australia)         | Medalla de oro    | Ocho con timonel   |
| 1991               | Viena (Austria)              | Medalla de bronce | Ocho con timonel   |